# Tiosulfat de magnesi
El tiosulfat de magnesi és un compost inorgànic, del grup de les sals, que està constituït per anions tiosulfat {\displaystyle {\ce {S2O3^{2-}}}} i cations magnesi (2+) {\displaystyle {\ce {Mg^2+}}}, la qual fórmula química és {\displaystyle {\ce {MgS2O3}}}.

## Propietats
El tiosulfat de magnesi forma l'hexahidrat {\displaystyle {\ce {MgS2O3*6H2O}}} de densitat 1,818 g/cm³ i que cristal·litza en el sistema ortoròmbic, grup espacial Pnma. Si s'escalfa fins a 170 °C forma el trihidrat {\displaystyle {\ce {MgS2O3*3H2O}}} i a 420 °C forma el compost anhidre. Aquest compost anhidre té una densitat 1,236 g/cm³ i un punt de fusió de 1710 °C. És soluble en aigua, a 20 °C la solubilitat és de 50 g en 100 g d'aigua. És poc tòxic pels humans.
Si s'escalfa a 600 °C en presència d'oxigen dona sulfat de magnesi {\displaystyle {\ce {MgSO4}}}, sofre {\displaystyle {\ce {S}}} i diòxid de sofre {\displaystyle {\ce {SO2}}}. La reacció és:
{\displaystyle {\ce {MgS2O3 + 2O2 ->[\Delta] MgSO4 + S + SO2}}}

## Preparació
El tiosulfat de magnesi es pot preparar per reacció del clorur de magnesi {\displaystyle {\ce {MgCl2}}} i tiosulfat de sodi {\displaystyle {\ce {Na2S2O3}}} segons la reacció:
{\displaystyle {\ce {MgCl2 + Na2S2O3 -> MgS2O3 + 2NaCl}}}

## Aplicacions
S'ha emprat per eliminar l'ozó i el clor de les aigües de les xarxes de distribució a les poblacions que han sigut tractades per potabilitzar-les.